# Scred Connexion
La Scred Connexion (scred signifiant « discret » en verlan) est un groupe de hip-hop français, originaire de Paris. Formé au milieu des années 1990, le groupe est initialement composé de Fabe, Koma, Haroun, Mokless et Morad, avec l'aide de Butch. La notion de collectif comprend le fait que chaque MC est indépendant et que les membres du groupe se réunissent pour former la « Scred ». Fabe décide d'arrêter le rap en 2000, après son dernier album solo.

## Biographie
Le collectif est créé boulevard Barbes dans le 18e arrondissement de Paris. C'est Koma qui utilise pour la première fois le mot Scred sur son premier Ep Tout est calculé 1997 sorti en indépendant (Scred prods/ Night and Day) puis sur le maxi Époque de fous. Actif depuis 1995, le collectif publie un premier projet officiel intitulé Scred Selexion 99/2000 en 2000. Mokless confie cependant que le groupe avait déjà publié des projets auparavant comme le maxi Bouteille de gaz en 1999, produit par la Scred Production, ou encore Partis de rien et Tranchant.
En 2002, le groupe publie son premier album studio intitulé Du mal à s'confier. L'homme politique Olivier Besancenot confie en 2015 avoir été marqué par l'album car « ils [les membres de la Scred Connexion] sont la fierté du 18e et qu’ils sont l’incarnation du fait qu’on peut être dans la bonne direction et jamais dans la tendance. »
Les albums Scred Selexion vol.2, Scred Selexion vol.3 Special Mokless, Indomptés et Ni vu… ni connu sont ensuite publiés. Le vendredi 25 juillet 2014, le groupe participe au Tropicalize Festival, créé par l'association Soul of Freedom, au Fidelaire, une commune de l'Eure. Une première édition d'un festival ayant pour vocation de diffuser la culture auprès des plus démunis, mais d'une manière plus générale de créer une interactivité entre les différents acteurs du festival en prônant un message de paix et de fraternité. En avril 2016, la Scred Connexion participe à un concert de solidarité à Lille. En 2017, leur titre Monnaie Monnaie fait partie de la bande-son du film Carbone, d'Olivier Marchal.
En novembre 2023, Morad meurt d'une crise cardiaque.

## Style musical et influences
La Scred Connexion décrit les problèmes d'une partie de la société française et milite pour une société plus juste sans prôner la violence, mais plutôt une évolution des mentalités. Ils participent, par exemple, à un festival de solidarité antifasciste pour le premier anniversaire de la mort de Clément Méric.
Leur slogan est « Jamais dans la tendance, mais toujours dans la bonne direction »,, phrase que Fabe, un membre du groupe, a écrit dans L'Impertinent, l'un de ses textes. Toutefois, dans une interview, Mokless précise que c'est Koma qui a, pour la première fois, utilisé cette phase dans une de ses chansons. Pour Les Inrocks, le collectif est « inscrit au panthéon du rap français. » Le groupe soutient une production indépendante proposant une surface de distribution, la Scred Boutique, et également le Scred Festival.

## Discographie

### Albums studio
- 2002 : Du mal à s'confier
- 2009 : Ni vu... ni connu...

### Maxis/Singles
- 1999 : Bouteille de Gaz
- 2000 : Tranchant/Partis de rien
- 2008 : Indomptés

### Compilations
- 2000 : Scred Selexion 99/2000
- 2002 : Scred Selexion 2
- 2005 : Scred Selexion Vol.3 - Special Mokless
- 2010 : Barbes All Star